# A koppányi aga testamentuma (film)
A koppányi aga testamentuma 1967-ben Fekete István azonos című regényéből készült magyar ifjúsági kalandfilm.

## Történet
A török hódoltság idején játszódó történetnek a végvári élet ad keretet. A magyar nemes, Babocsai Gáspár párbajban méri össze erejét  a koppányi agával, Ogluval, aki végez vele. Gáspár fia, László, akit féltő édesanyja nem enged fegyverek közelébe, bosszúból kihívja a törököt egy évvel későbbre. Miután a Fonyódi vár vitézeitől kitanulja a kardforgatás mesterségét, le is győzi az agát. Bár bosszúból cselekedett, de anyja nem engedi, hogy úgy tegyen az agával, mint az az apjával, mivel levágta a fejét. Ki is derül, hogy Oglu nemcsak bátor, de nemes ellenfél is volt. Oglu utolsó perceiben végrendelkezik: elismeri Lászlót, mint a viadal győztesét, ráhagyja vagyonát, valamint arra kéri, hogy fogadja házába a lányát. László a végakaratnak megfelelően ezt teljesíti, a kincset és az aga lányát, Dusmátát - akit magyar édesanyja Zsuzsának hívott - magához veszi. László és mestere Bogich Márkó még azelőtt, hogy a párbajra sor került, megmentette Dusmátát a vallonoktól, akik el akarták rabolni. Mindeközben a közeli Bolondvár vallon zsoldosai és alattomos, kapzsi kapitányuk, Kales hírt vesz a kincsről, és elhatározza, hogy megszerzi magának. László és társai azonban elkergetik a vagyont követelő fegyvereseket. Kales és ravasz helyettese, Borgó ezután orvul elrabolják Lászlót. A cselekmény végkifejlete a mocsárban zajlik, ahová az értékeket és Zsuzsát elrejtették. Kales és társai segítségével kiszabaduló László végül megküzdenek, de a zsoldost végül nem Babocsai öli meg, hanem saját kapzsisága: az arannyal megpakolt csónak felborul a súlytól, Kales pedig a mocsárba fullad.
Persze László nem bánja a vagyont, hiszen Zsuzsát – akibe szerelmes lett – megmentette.
A történetet komikus epizódok színesítik, amelyek a mellékszereplőkre koncentrálnak, mint Csomai kapitány alakja, Jóska a végvári vitéz, illetve Örzse, a szolgálólány és Miklós deák.
A forgatókönyv Fekete István azonos című regénye alapján készült, de a film több ponton eltér attól. Példának okáért az alapműben László nem Dusmátába, hanem az új koppányi aga (Szinán) leányába Aisába lesz szerelmes, Kales pedig nem a mocsárban, hanem a Babocsai udvarháznál hal meg.

## Szereplők
- Babocsai László – Benkő Péter
- Babocsai Gáspárné, azaz Sára asszony – Tolnay Klári
- Babocsai Gáspár – Benkő Gyula
- Csomai Ferenc kapitány – Bessenyei Ferenc
- Bogics Márkó – Szirtes Ádám
- Oglu, a koppányi aga – Csányi János (hangja: Képessy József)
- Miklós deák – Iglódi István
- Öreg Máté – Siménfalvy Sándor
- Kis Máté – Balogh István
- Kales Rudolf kapitány – Mádi Szabó Gábor
- Borgó – Inke László
- Ottó – Szigeti András
- Jóska – Bodrogi Gyula
- Dusmáta/Zsuzsa – Várhegyi Teréz
- Aisa – Szirtes Ági
- Szinan – Tompa László
- Szahin – Dávid Kiss Ferenc
- Örzse – Pécsi Ildikó
- Öreg janicsár – Csákányi László
- Borbély – Horkai János
- Fogoly – Horváth József
- Dellini – Suka Sándor
- Öreg molnár – Makláry János
- Paraszt – Ambrus András
- Rimbás – Konrád József
- Spion – Gálcsiki János
- Kádi – Kőmíves Sándor

## Érdekesség
- Benkő Péter a Hogy volt?! című műsor egyik adásában mesélte, hogy a film végén a Mádi Szabó Gáborral való verekedéses jelenetnél valóban nagy ütéseket kapott a színművésztől. Ugyanis a felvétel előtt tökéletesen elpróbálták a jelenetet, viszont Mádi Szabó Gábor a próbánál szemüveget viselt, a jelenetet meg szemüveg nélkül játszotta el, és mivel rövidlátó volt, így nem tudta a verekedésnél a távolságot rendesen felmérni.